# Cryptosylvicola randrianasoloi
Felosa-críptica ou tetraca-críptico (Cryptosylvicola randrianasoloi) é uma espécie de ave da família Bernieridae.
Apenas pode ser encontrada em Madagáscar.